# Dario Tamburrano
Dario Tamburrano (Roma, 27 agosto 1969) è un politico italiano, europarlamentare dal 2014 al 2019 e poi nuovamente dal 2024 per il Movimento 5 Stelle.

## Biografia
Nato a Roma, dove consegue il diploma di maturità al liceo scientifico "Amedeo Avogadro", laureato in odontoiatria e protesi dentaria presso l'Università degli Studi di Roma “La Sapienza" nel 1996 con una tesi sul "Management Odontoiatrico del Bambino HIV+".
Dal 1996 esercita la libera professione odontoiatrica a Roma come consulente specialistico in endodonzia, odontoiatria laser, protesi su impianti e odontoiatria estetica.
Si è sposato il 30 giugno 2012 ed è padre di una bambina.

## Attività politica
Nel 2005 aderisce alla rete dei meetup che fanno riferimento a Beppe Grillo.
Nel 2007 partecipa all'organizzazione del I V-day, evento promosso a Bologna da Beppe Grillo, replicando anche l'anno successivo per il V2-Day su informazione ed editoria.
Nel 2008 è uno dei cofondatori, nonché presidente, dell'Associazione Amici di Beppe Grillo di Roma, che presenterà un'omonima lista civica alle elezioni comunali di Roma del 2008.
Nel 2009 partecipa alla fondazione del Movimento italiano della transizione, che è il nodo italiano del Transition Network, e aderisce al neonato MoVimento 5 stelle, divenendo il riferimento a Roma su temi quali; energia, ambiente, sicurezza alimentare ed economia circolare.
Nel 2014 partecipa alle selezioni interne del MoVimento 5 Stelle per la circoscrizione Italia Centrale, venendo ammesso alla lista del MoVimento 5 stelle, partecipando alle elezioni europee del maggio 2014, dove viene eletto ottenendo 28.339 voti.
Alle elezioni europee del 2019 si ricandida come europarlamentare, ottenendo 14.957 voti di preferenza e classificandosi come quinto della propria lista nella circoscrizione Italia centrale, e pertanto non risultando eletto.
In vista delle elezioni europee del 2024, dopo esser stato scelto nelle consultazioni interne degli iscritti del M5S, viene candidato al Parlamento europeo, nella circoscrizione Italia centrale, in seconda posizione della lista del MoVimento 5 Stelle dietro la capolista Carolina Morace scelta dal Presidente Giuseppe Conte.

### Europarlamentare (2014 - 2019)
Al Parlamento europeo ha fatto parte del Gruppo parlamentare Europa della Libertà e della Democrazia Diretta (EFDD), del quale il MoVimento 5 Stelle era membro. Nel corso del suo mandato è stata membro titolare e coordinatore per il gruppo EFDD della Commissione Parlamentare Industria, ricerca, energia e telecomunicazioni (ITRE) e della Delegazione per la Russia (D-RU). A partire dal gennaio 2015, è stato vicepresidente dell'intergruppo del Parlamento Europeo "Common Goods and Public Services e, dal settembre al 2014 al luglio 2017, ha fatto parte del panel di deputati che si occupa delle attività dello Science and Technology Options Assessment (STOA), l’unità di ricerca del Parlamento Europeo. Allo STOA ha ispirato uno studio su stampa 3D per scopi medici e per il potenziamento umano. Ha inoltre fatto parte come membro supplente delle seguenti commissioni parlamentari: Commissione Trasporti e turismo (TRAN), Commissione per l'agricoltura e lo sviluppo rurale (AGRI), Commissione per lo sviluppo (DEVE); nonché membro supplente della Delegazione parlamentare per l'associazione UE-Ucraina.
Nel 2015 entra a far parte di EUFORES, il Forum europeo delle energie rinnovabili e dell'efficienza energetica. L’osservatorio indipendente Vote Watch lo inserisce fra i cinque europarlamentari più influenti in materia di politiche energetiche.
Come membro titolare e coordinatore del gruppo EFDD della Commissione ITRE si è diffusamente occupato delle energie rinnovabili e dei diritti dei piccoli produttori-autoconsumatori di rinnovabili e delle Comunità di energia rinnovabile. È stato inoltre il relatore per il Parlamento Europeo del Regolamento che istituisce un quadro per l'etichettatura energetica e che abroga la direttiva 2010/30/UE, che ha definito le classi di efficienza energetica delle apparecchiature come frigoriferi, televisori e lavastoviglie, etc. Infine è stato relatore del parere della Commissione ITRE sulla relazione relativa a un'agenda europea per l'economia collaborativa.

### Consigliere politico
Nel 2020 entra a far parte dello staff dell'allora assessore ai Rifiuti e al Risanamento Ambientale di Roma Capitale della giunta Raggi, Katia Ziantoni, assumendo il ruolo di coordinatore ed estensore del Piano d’Azione per l’Energia Sostenibile e il Clima di Roma capitale (PAESC 2030) per l'amministrazione della Sindaca Virginia Raggi presso l'Assessorato Risanamento ambientale e rifiuti di Roma Capitale.
Nel 2022, presta supporto tecnico specialistico presso Lazio Innova in coordinamento con l'Assessorato alla Transizione ecologica e digitale (assessora Roberta Lombardi), per la elaborazione dei contenuti strategici e redazione del Piano di Transizione Ecologica della Regione Lazio.
Da maggio 2023, entra a far parte dei collaboratori dell'eurodeputata Tiziana Beghin, fornendo consulenza tecnica e giuridica relativamente alle attività della Commissione ITRE.

### Europarlamentare (2024-2029)
In occasione delle elezioni europee del 2024 si ricandida nella circoscrizione centrale venendo eletto da secondo della lista con oltre 13.000 preferenze.